# 意大利戰爭 (1494年—1498年)
第一次義大利戰爭(1494-1498)，有時也被稱為查理八世的意大利戰爭，意大利戰爭的開局階段。這場戰爭是法國軍隊與支援的瑞士僱傭兵與神聖羅馬帝國、西班牙和教皇亞歷山大六世領導的意大利聯盟對抗。

## 註腳
1. 1 2  Ritchie, R. . : 64.